# Symbion
Symbion és un gènere d'uns peculiars animals microscòpics que no tenen parents obvis i que per tant s'han classificat en el seu propi fílum dels cicliòfors (Cycliophora).
Pot reproduir-se tant asexualment per gemmació com sexualment. En la reproducció sexual el mascle, en estadi d'alimentació, s'ajunta i fecunda a una femella en gemmació. Llavors la femella se separa de l'estat d'alimentació i s'arrapa a un altre hostatger. Allà la larva es desenvolupa dins seu. La femella mor i la larva surt.